# التهاب الأقنية الصفراوية الصاعد
التهاب الأقنية الصفراوية الصاعد ويُسمى اختصارًا التهاب الأقنية الصفراوية،(1) هو التهابٌ في الأقنية الصفراوية، يحدث عادةً بسبب بكتيريا صاعدة من منطقة اتصال قناة الصفراء مع الاثناعشر (الجزء الأول من الأمعاء الدقيقة)، كما يحدث أيضًا إذا كانت القناة الصفراء مسدودةٌ جزئيًا بحصواتٍ صفراوية، أو مسدودةً لأسبابٍ أخرى مثل حدوث تضيقٍ حميد أو تضررٍ بعد الجراحة أو بسبب مجموعةٍ مختلفةٍ من الأورام. يُعتبر التهاب الأقنية الصفراوية من الحالات الطبية الطارئة؛ وذلك لأنهُ قد يُهدد حياة الفرد.
تحدثُ عدة أعراضٍ لالتهاب الأقنية الصفراوية، وتتضمن تصبغًا صفراويًا للجلد أو لبياض العينين وحمًى وألمًا بطنيًا، وقد يحدثُ في الحالات الشديدة انخفاضٌ في ضغط الدم وتشوشٌ ذهني. يُشخص المرض عبر إجراء مجموعةٍ من الفحوصات الروتينية والتي تُظهر وجود التهابٍ حاد، كما يُمكن استخدام أشكالٍ متنوعةٍ من أساليب التصوير الطبي.
يتضمن العلاج الأولي استعمال سوائل وريدية ومضاداتٍ حيوية، ولكن عادةً ما تكون هناك مشكلةٌ كامنةٌ (مثل حصواتٍ صفراوية أو تضيقٍ في قناة الصفراء)، لذلك فإنَّ الفحوصات والعلاجات الإضافية قد تكون ضروريةً، وغالبًا ما يُستعمل التنظير الداخلي لتقليل الانسداد الحاصل في قناة الصفراء. كما تُوجد أيضًا طرقٌ بديلة للعلاج مثل التصريف الصفراوي عبر الجلد واستئصال المرارة.
يُعاني حوالي 15% من السكان من حصواتٍ صفراوية في المرارة دون ظهور أي أعراضٍ عليهم، ويزدادُ معدل الانتشار مع التقدم بالعمر وزيادة مؤشر كتلة الجسم. تُعتبر الحصوات الصفراوية أكثر شيوعًا في النساء عنها في الرجال، كما يزداد خطر حدوثها كثيرًا في الحمل. يُعتبر الطبيب الفرنسي جان مارتن شاركوت أول من أشار إلى التهاب الأقنية الصفراوية عام 1877.

## الأعراض والعلامات

ثالوث شاركوت

قد يُعاني مريضُ التهاب الأقنية الصفراوية من ألمٍ بطني (خاصةً في الربع العلوي الأيمن من البطن)، وحمى، وقشعريرة، بالإضافة إلى شعورٍ بعدم الارتياح. قد يُشير البعض إلى حدوث يرقان (تصبغٌ صفراوي للجلد وبياض العينين).
تتضمن نتائج الفحص الجسمي عادةً يرقانًا وألمًا عند لمس الربع العلوي الأيمن للبطن. يتضمن ثالوث شاركوت ثلاثة أعراضٍ شائعة في التهاب الأقنية الصفراوية، وهي: ألمٌ بطني ويرقان وحمى. افترضُ سابقًا أنَّ ثالوث شاركوت موجودٌ في 50-70% من الحالات، ولكن وُثق مؤخرًا وجوده بنسبة 15-20%. تتضمن خماسية رينولد جميع أعراض ثالوث شاركوت مع وجود صدمة إنتانية وتشوشٍ ذهني. تُشير مجموعة الأعراض هذه إلى تفاقم الحالة وحدوث الإنتان، ويحدث هذا الأمر بشكلٍ أقل شيوعًا.
قد تكون الأعراض في كبار السن شاذةً عن المُعتاد، فقد تنهار أجسامهم مباشرةً بسبب الإنتان دون ظهور الأعراض النموذجية الأولية. قد لا يحدث اليرقان في الأشخاص الذين لديهم دعامة مُستقرة في قناة الصفراء.

## الأسباب

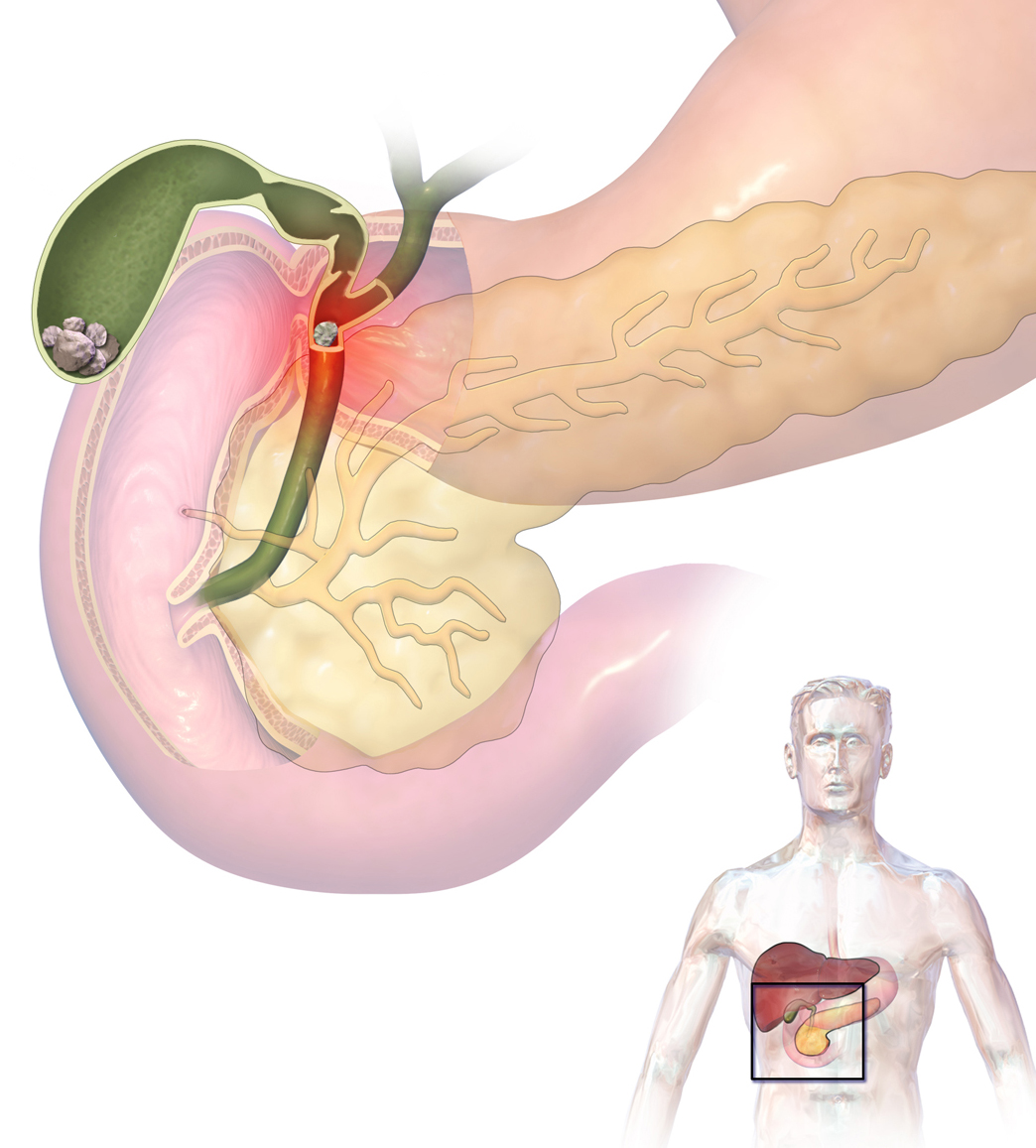
رسمٌ توضيحيٌ لانسداد قناة الصفراء بحصوةٍ صفراوية

يكون انسدادُ قناة الصفراء عادةً موجودًا في التهاب الأقنية الصفراوية الصاعد، حيثُ يحدث عمومًا بسبب حصواتٍ صفراوية. تحدث 10-30% من الحالات نتيجةً لأسبابٍ أُخرى، مثل حدوث تضيقٍ حميد (تضيق قناة الصفراء دون وجودٍ ورمٍ كامن)، أو تضرر بعد الجراحة أو وجود هيكل بديل للأقنية الصفراوية مثل تضيق موقع المفاغرة (توصيلٌ جراحي)، أو مجموعةٍ مختلفة من الأورام (سرطانة الأقنية الصفراوية، سرطان الحويصلة الصفراوية، سرطان أمبولة فاتر، سرطان البنكرياس، سرطان الأمعاء)، أو بسبب كائناتٍ دقيقة لاهوائية مثل المطثية والعصوانية (خاصةً في كبار السن والأشخاص الذين خضعوا لعمليةٍ جراحية سابقةٍ في الجهاز الصفراوي).
قد تؤدي الطفيليات التي تؤثر على الكبد والأقنية الصفراوية إلى حدوث التهابٍ في الأقنية الصفراوية، وتتضمن الدودة الأسطوانية صفر الخراطيني ومثقبيات الكبد متفرع الخصية الصيني ومتأخر الخصية الزبادي ومتأخر الخصية الهري. قد تؤدي العديد من الكائنات الدقيقة الانتهازية إلى حدوث اعتلال الأقنية الصفراوية في الأشخاص المُصابين بالإيدز، ولكنَّ خطر الحدوث انخفض سريعًا بعد بدء استعمال علاجات الإيدز الفعالة. قد يكون التهاب الأقنية الصفراوية من مُضاعفات الإجراءات الطبية الخاصة بقناة الصفراء، خصوصًا تصوير البنكرياس والأقنية الصفراوية بالتنظير الباطني بالطريق الراجع (ERCP)، ولمنع ذلك، يُوصى بإعطاء مضاداتٍ حيويةٍ وقائية لأي شخصٍ سيُجري هذا التصوير لأي سببٍ كان.
يؤدي وجود دعامةٍ دائمةٍ في الجهاز الصفراوي (مثل الدعامات في سرطان البنكرياس) إلى زيادةٍ طفيفةٍ في خطر حدوث التهاب الأقنية الصفراوية، ولكن هذه الدعامات تكون عادةً ضروريةً للحفاظ على قناة الصفراء سليمةً تحت الضغط الخارجي.

## الإمراضية

مُخططٌ يظهر الكبد والأجزاء المرتبطة به في الجهاز الهضمي

ينتجُ الكبد العصارة الصفراء، حيثُ تعمل على إزالة الكولسترول والبيليروبين من الجسم، بالإضافة إلى استحلاب الدهون لجعلها أكثر ذوبانًا في الماء مما يُساعد على هضمها. تتكون العصارة الصفراء بواسطة خلايا الكبد، وتُفرز في القناة الكبدية المشتركة. يخزنُ جزءٌ من هذه العصارة في المرارة؛ وذلك بسبب الضغط الرجوعي الذي تبذله عاصرة أودي، والذي قد يزول عند وقت الهضم، كما تعمل المرارة على تركيز العصارة عبر امتصاص الماء والأملاح المذابة منها. تصلُ العصارة الصفراء جميعها إلى الاثناعشر (الجزء الأول من الأمعاء الدقيقة) عبر القناة الصفراوية المشتركة وأمبولة فاتر. تقعُ عاصرة أودي في المنطقة الواصلة بين أمبولة فاتر والاثناعشر، وهي عضلةٍ دائرية تتحكمُ في إطلاق العصارة الصفراء والعصارة البنكرياسية نحو المجرى الهضمي.
يمتلك الجهاز الصفراوي آليات حمايةٍ مخصصة، لذلك يكون خاليًا من البكتيريا في الحالة الطبيعية. تُشكل عاصرة أودي حاجزًا ميكانيكيًا. يكون ضغط الجهاز الصفراوي منخفضًا (8-12 سنتيمتر ماء)، مما يسمحُ للعصارة الصفراء بالتدفق بحريةٍ عبره، ويؤدي هذا التدفق المُستمر للعصارة في القناة إلى طرد البكتيريا (إذا كانت موجودة) باتجاه الاثناعشر، مما يمنعُ استقرار البكتيريا. يلعبُ تكوين العصارة الصفراء دورًا في الحماية، حيثُ تتكون من أملاحٍ صفراوية وغلوبولينات مناعية تُفرَز من النسيج الطلائي لقناة الصفراء.
لا يؤدي التلوث البكتيري وحده في حال عدم وجود انسدادٍ إلى حدوث التهاب الأقنية الصفراوية، ولكن زيادة ضغط الجهاز الصفراوي (أكثر من 20 سنتيمتر ماء) بسبب انسداد قناة الصفراء، يؤدي إلى تَوسُع المسافات بين الخلايا المبطنة للقناة، مما يجعل العصارة الصفراء المُلوثة بكتيريًا مُلامِسةً لمجرى الدم. كما تؤثر سلبيًا على وظيفة خلايا كوبفر، وهي خلايًا بلعمية مُتخصصة تُساعد في منع دخول البكتيريا إلى الجهاز الصفراوي. ويؤدي ارتفاع ضغط الجهاز الصفراوي أيضًا إلى انخفاض إنتاج الغلوبيولين المناعي A في العصارة الصفراء. تُؤدي كل هذه الأمور إلى تجرثم الدم (وجود البكتيريا في مجرى الدم)، مما يُسبب متلازمة الاستجابة الالتهابية الجهازية (SIRS) وتشمل حُمًى (غالبًا مع رعشان) وتسرع القلب وزيادة معدل التنفس وزيادة عدد خلايا الدم البيضاء، ويُعرفُ حدوث متلازمة الاستجابة الالتهابية الجهازية مع وجود عدوًى مؤكدة أو مشكوكٌ بها بالإنتان. يُعيق الانسداد الصفراوي نفسه جهاز المناعة ويُضعف قدرته على مكافحة العدوى، وذلك عبر إضعاف وظيفة بعض خلايا جهاز المناعة (الخلايا المتعادلة الحُبيبية) وتغيير مستويات الهرمونات المناعية (السيتوكينات).
يُفترض في التهاب الأقنية الصفراوية الصاعد أنَّ الكائنات الحية الدقيقة تُهاجر نحو الخلف إلى أعلى قناة الصفراء؛ بسبب الانسداد الجزئي وضعف وظيفة عاصرة أودي. تُوجد نظرياتٌ أُخرى حول أصل البكتيريا في التهاب الأقنية الصفراوية، مثل عبر الوريد البابي أو الانتقال من القولون، ولكنَّ حدوثها أقل احتمالًا.

## التشخيص

### فحوصات الدم
تُظهر فحوصات الدم الروتينية وجود التهابٍ حاد (ارتفاعٌ في عدد خلايا الدم البيضاء وارتفاع مستوى البروتين المتفاعل-C)، وعادةً ما تكون اختبارات وظائف الكبد غير طبيعيةٍ. تكون اختبارات وظائف الكبد متناسقة مع الانسداد في معظم الحالات، وتتضمن ارتفاع البيليروبين والفوسفاتاز القلوي وناقلة الببتيد غاما غلوتاميل. ولكن على الرغم من هذا، إلا أنه في مراحل مبكرةٍ، قد يكون الضغط داخل خلايا الكبد هو السمة الرئيسية، وتكون نتائج الاختبارات مشابهةً لتلك الظاهرة في التهاب الكبد، مع ارتفاعاتٍ في ناقلة أمين الألانين وناقلة أمين الأسبارتات. قد يكون هُناك ارتفاعٌ في مستوى الأميلاز المصلي بحوالي 3-4 مراتٍ عن المستوى الطبيعي، مما يُشير إلى التهابٍ بنكرياسيٍ مُصاحب.
تُجرى مزارع الدم عادةً في الأشخاص الذي يعانون من حمى مع ملامح لعدوًى حادة. تظهرُ البكتيريا المسببة للعدوى في 36% من الحالات، وعادةً بعد 24-48 ساعة من حضانة العدوى. يمكن أيضًا إرسال العصارة الصفراء لزرعها أثناء إجراء تصوير البنكرياس والأقنية الصفراوية بالتنظير الباطني بالطريق الراجع (ERCP). تُعتبر العصيات سلبية الغرام أكثر البكتيريا ارتباطًا مع التهاب الأقنية الصفراوية الصاعد، وتشمل الإشريكية القولونية (25–50%)، والكليبسيلا (15–20%)، والأمعائية (5–10%). أما المكورات إيجابية الغرام وتشمل المكورة المعوية فتُسبب 10–20% من الحالات.

### التصوير الطبي

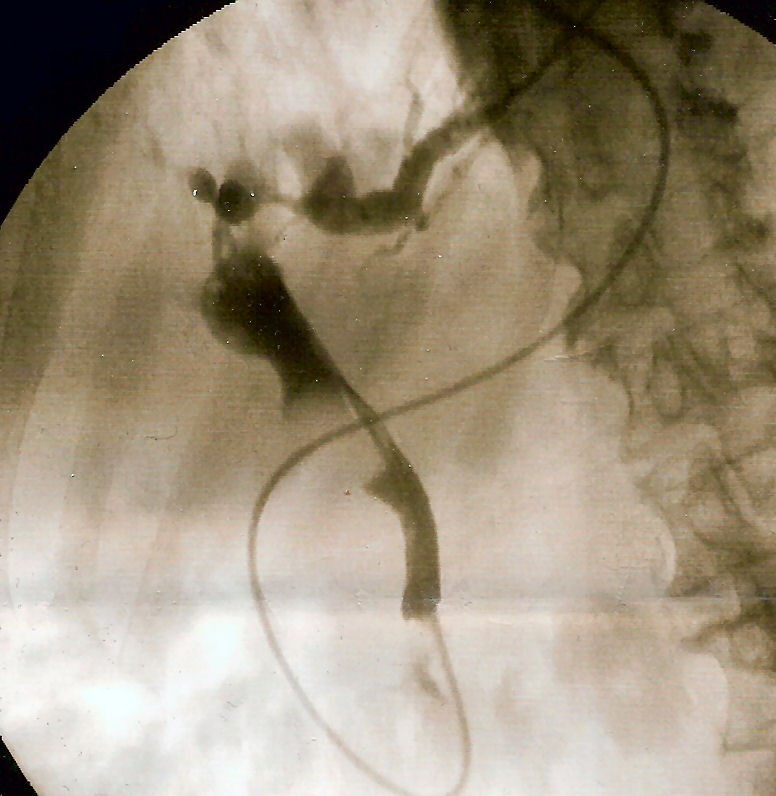
صورةٌ لقناة الصفراء عبر تصريفٍ أنفي صفراوي، وتظهر القناة الصفراوية المُشتركة بالأسود (قطريًا من أعلى اليسار إلى أسفل اليمين في المنتصف) مع انقطاعٍ في مُحيط القناة بسبب حصوة صفراويةٍ كبيرةٍ.

يُمكن استخدام أشكالٍ متنوعةٍ من التصوير الطبي في التهاب الأقنية الصفراوية الصاعد؛ وذلك لأنَّ انسداد قناة الصفراء يترافق عادةً مع الالتهاب، وبالتالي تُساعد تقنيات التصوير الطبي في تحديد موقع وطبيعة الانسداد الحاصل. يُعتبر التصوير بالموجات فوق الصوتية عادةً أولَ الطرق المستعملة لسهولة توافره، وقد يُظهر توسعًا في قناة صفراء، كما يُحدد 38% من الحصوات الصفراوية، ولكنه ضعيفٌ نسبيًا في تحديد الحصوات أسفل قناة الصفراء. كما قد يُساعد في التمييز بين التهاب الأقنية الصفراوية والتهاب المرارة، حيث تظهرُ أعراضٌ متشابهةٌ في الحالتين، ولكن هُناك اختلافٌ واضحٌ في التصوير بالموجات فوق الصوتية. يُعد تصوير البنكرياس والأقنية الصفراوية بالرنين المغناطيسي (MRCP) أفضل من التصوير بالموجات فوق الصوتية؛ وذلك لأنه يستعمل تقنية التصوير بالرنين المغناطيسي (MRI)، حيثُ يمتلك حساسيةً مماثلة لتصوير البنكرياس والأقنية الصفراوية بالتنظير الباطني بالطريق الراجع.‏ قد لا تظهر بعض الحصوات الصغيرة عبر تصوير البنكرياس والأقنية الصفراوية بالرنين المغناطيسي، ولكن هذا الأمر يعتمدُ على جودة أجهزة المستشفى.
يُعتبر تصوير البنكرياس والأقنية الصفراوية بالتنظير الباطني بالطريق الراجع (ERCP) الاختبار المعياري الذهبي للانسداد الصفراوي، حيثُ يتضمن استخدام التنظير الداخلي (تمرير أنبوبٍ عبر الفم نحو المريء، ثم المعدة حتى يصل إلى الاثناعشر) لتمرير قنيةٍ صغيرةٍ نحو قناة الصفراء، وبعد ذلك تُحقن مادةٌ مظللةٌ لتعتيم القناة، ثُم تؤخذ صورة بالأشعة السينية لمطالعة مشهدٍ مرئيٍ للجهاز الصفراوي. يُمكن أحيانًا في صورة التنظير الدخلي للأمبولة مُشاهدة بروزٍ من لأمبولة لحصوةٍ صفراوية في القناة الصفراوية المشتركة أو ظهورٌ واضحٌ للقيح من فتحة القناة الصفراوية المشتركة. تظهرُ الحصوات الصفراوية في الصور بالأشعة السينية (المعروفة باسم صور الأقنية الصفراوية) على شكل مناطق غير مُعتمة في مُحيط قناة الصفراء. استبُدل تصوير البنكرياس والأقنية الصفراوية بالتنظير الباطني بالطريق الراجع عمومًا بتصوير البنكرياس والأقنية الصفراوية بالرنين المغناطيسي لأغراضٍ تشخيصية. يُستخدم تصوير البنكرياس والأقنية الصفراوية بالتنظير الباطني بالطريق الراجع خطًا أولًا فقط في المرضى المُصابين بأمراضٍ خطيرة والذين لا يُمكن تأجيلهم لإجراء اختباراتٍ تشخيصية، ولكن على الرغم من هذا، إذا كان مؤشر الشك مرتفعًا حول وجود التهابٍ في الأقنية الصفراوية، فإنَّ تصوير البنكرياس والأقنية الصفراوية بالتنظير الباطني بالطريق الراجع يستخدمُ عادةً لتصريف انسداد القناة الصفراوية المشتركة.
إذا كان هُناك شكٌ في أسبابٍ أُخرى غير الحصوات الصفراوية (مثل وجود ورمٍ ما)، فإنه يُجرى تصوير مقطعي محوسب وتنظير بالموجات فوق الصوتية (EUS) لتحديد طبيعة الانسداد. قد يُستعمل التنظير بالموجات فوق الصوتية لأخذ خزعةٍ (عينةٍ نسيجية) من الكتل المشكوك فيها. قد يحل التنظير بالموجات فوق الصوتية مكان تصوير البنكرياس والأقنية الصفراوية بالتنظير الباطني بالطريق الراجع لتشخيص الحصوات، ولكن هذا يعتمدُ على توفر التقنيات.

## العلاج

### العلاج المُحافِظ بالسوائل والمضادات الحيوية
يجبُ إدخال مريض التهاب الأقنية الصفراوية إلى المستشفى، حيثُ يُعطى سوائلًا وريدية، خاصةً إذا كان ضغط الدم منخفضًا، كما يبدأ إعطاؤه مضاداتٍ حيوية. عادةً ما يكون العلاج التجريبي باستعمال مضاداتٍ حيوية واسعة المفعول ضروريًا حتى التأكد الدقيق من العدوى المُسببة للمرض، ومن ثم تحديد المضادات الحيوية الحساسة لها. تُستخدم تركيبات البنسلينات والأمينوغليكوزيدات على نطاقٍ واسع، وذلك على الرغم من أنَّ السيبروفلوكساسين قد أثبت فعاليته في معظم الحالات، وقد يُفضل على الأمينوغليكوزيدات بسبب قلة آثاره الجانبية. يُضاف المترونيدازول عادةً لعلاج الممراضات (مسببات الأمراض) اللاهوائية، خاصةً في المرضى أو المُعرضين لخطر العدوى اللاهوائية. يستمر إعطاء المضادات الحيوية لمدة 7-10 أيام. قد تكون الأدوية التي ترفع ضغط الدم (رافعات الضغط) مطلوبةً أيضًا لعلاج انخفاض ضغط الدم.

### التصريف الصفراوي
يُعتبر تخفيف الانسداد الصفراوي الكامن العلاجَ النهائي لالتهاب الأقنية الصفراوية، وعادةً ما يؤجل ذلك حتى 24-48 ساعة بعد الدخول إلى المستشفى؛ وذلك لكي يكون المريض مستقرًا وقد أظهر بعض التحسن مع المضادات الحيوية، ولكن أحيانًا قد يلزم إجراؤه بشكلٍ طارئ إذا كان تدهور الحالة مستمرًا على الرغم من استعمال علاجٍ ملائم، أو إذا لم تكن المضادات الحيوية فعالةً في تقليل علامات العدوى (التي تحدث في 15% من الحالات). تُوجد عدةُ طرقٍ لإجراء التصريف الصفراوي، ومن أهمها التصريف عبر التنظير الداخلي، والتصريف الصفراوي عبر الجلد، والتصريف الجراحي.

#### التنظير الداخلي

مُخطط لتصوير البنكرياس والأقنية الصفراوية بالتنظير الباطني بالطريق الراجع (ERCP)

يُعتبر تصوير البنكرياس والأقنية الصفراوية بالتنظير الباطني بالطريق الراجع (ERCP) أكثر الأساليب شيوعًا في إزالة انسداد قناة الصفراء، حيث يتضمن تنظيرًا داخليًا (تمرير أنبوب ليف بصري عبر المعدة نحو الاثناعشر) وتحديدُ أمبولة فاترة ومن ثم إدخال أنبوبٍ صغيرٍ نحو قناة الصفراء. يُجرى عادةً شقٌ في عاصرة أودي لتسهيل تدفق العصارة الصفراوية من القناة وللسماح بإدخال الأدوات لاستخراج الحصوات الصفراوية التي تسُد القناة الصفراوية المشتركة، و/أو يُمكن إجراء توسيعٍ في فتحة القناة الصفراوية المشتركة باستعمال بالون. يُمكن إزالة الحصوات إما عبر الشفط المباشر أو بأدواتٍ مختلفة، وتتضمن البالونات والسلال لجذب قناة الصفراء بهدف سحب الحصوات نحو الاثناعشر. إذا كان الانسداد حاصلًا بسبب حصواتٍ كبيرة فإنه قد يتطلب استخدام أداةٍ تُعرف باسم مُفتت الحصوات الميكانيكي، حيثُ تُفتت الحصوة قبل إزالتها. أما الحصوات الكبيرة جدًا والتي لا يُمكن إزالتها أو تفتيتها ميكانيكيًا بواسطة تصوير البنكرياس والأقنية الصفراوية بالتنظير الباطني بالطريق الراجع فيُمكن التعامل معها باستعمال العلاج بالموجات التصادمية من خارج الجسم، حيثُ تستخدم هذه التقنية موجاتٍ تصادمية مُوجهة من خارج الجسم بهدف تفتيت الحصوات. تُوجد طريقةٌ بديلةٌ لإزالة الحصوات الكبيرة جدًا عبر التفتيت الهيدروليكي الكهربي، حيث يُدخل منظارٌ داخليٌ صغيرٌ يعرف باسم منظار الأقنية الصفراوية بواسطة تصوير البنكرياس والأقنية الصفراوية بالتنظير الباطني بالطريق الراجع لإظهارالحصوات مباشرةً، ثُم يُستخدم مسبارٌ لتوليد موجاتٍ تصادمية كهربائيًا بهدف تُفتيت الحصوة. نادرًا ما تُزال الحصوات جراحيًا عبر الاستكشاف الجراحي للقناة الصفراوية المشتركة (يُسمى شق أو بضع قناة الصفراء)، ويُجرى مع تنظير البطن.
قد تُوصَل المناطق الضيقة بواسطة دعامةٍ، وهي أنبوبٌ مجوفٌ يساعد على إبقاء القناة مفتوحةً. تُستخدم الدعامات البلاستيكية القابلة للإزالة في حالات الحصوات الصفراوية غير المصحوبة بمضاعفات، أما إذا كان هناك انسدادٌ بسبب ضغطٍ من ورمٍ مثل سرطان البنكرياس فتُستخدم الدعامات المعدنية ذاتية التمدد طويلة الأمد. قد يُترك أنبوب التصريف الأنفي الصفراوي، وهو أنبوبٍ بلاستيكيٍ يمرُ من قناة الصفراء عبر المعدة والأنف، مما يسمحُ بتصريف العصارة الصفراوية باستمرار. يُشبه الأنبوب الأنفي المعدي، ولكنه يمر مباشرةً في القناة الصفراوية المشتركة، ويساعد في إجراء سلسلةٍ تصوير بالأشعة السينية للأقنية الصفراوية بهدف تحديد حالة الانسداد وتحسنها. يعتمدُ قرار اختيار تطبيق أيٍ من العلاجات أعلاه عمومًا على درجة الانسداد ونتائج دراسات التصوير الأخرى وما إذا كان المريض قد تحسن مع العلاج بالمضادات الحيوية. قد تكون بعض العلاجات غير آمنةٍ إذا كان هناك ضعفٌ في تخثر الدم، حيث يزداد خطر النزيف (خاصةً أثناء شق العاصرة) عند استعمال أدويةٍ مثل كلوبيدوغريل (يُثبط تجمع الصفائح الدموية)، أو إذا كان زمن البروثرومبين طويلًا بشكلٍ ملحوظ. يُمكن إعطاء فيتامين ك أو بلازما متجمدة جديدة لتقليل خطر النزيف في حالة طول زمن البروثرومبين.

#### التصريف الصفراوي عبر الجلد
إذا كان الشخص مريضًا جدًا ولا يستطيع احتمال التنظير الداخلي أو فَشِلَ أسلوب التنظير الداخلي الراجع في الوصول إلى الانسداد، فإنه يُمكن استعمال تصوير الأقنية الصفراوية عبر الكبد عن طريق الجلد (PTC) لتقييم حالة الجهاز الصفراوي لتركيب تصريفٍ صفراوي عبر الجلد (PBD). يكون هذا الإجراء ضروريًا عادةً في حالة وجود تضيقٍ بوابي أو مفاغرةٍ صفراوية معوية (اتصالٌ جراحي بين قناة الصفراء والأمعاء الدقيقة، مثل الاثناعشر أو الصائم)، وبمجرد الوصول إلى التضيق، فإنه يُمكن نفخٌ بالونٍ وتمرير الحصوات إلى الأمام نحو الاثناعشر. على الرغم من فائدة هذه الطريقة، إلا أنَّ تصوير البنكرياس والأقنية الصفراوية بالتنظير الباطني بالطريق الراجع (ERCP) يُعتبر الأسلوب الأول للعلاج، وذلك لأنَّ التصريف الصفراوي عبر الجلد قد يُسبب مضاعفاتٍ مع وجود ضرورةٍ لإجراء صيانةٍ مُنتظمةٍ له.

#### التصريف الجراحي
يمكن اللجوء إلى خيار التصريف الجراحي في حال فشل الإجراءات السابقة. عندما يكون سبب التهاب الأقنية الصفراوية الصاعد وجود حصواتٍ سادة، يُجرى استقصاءٌ جراحيٌ لوجود الحصوات في القناة المشتركة ثم تُزال ويُوضع أنبوبٌ تي (T)‏. أما إذا كان السبب أورامًا سادة يُمكن إجراء استئصال (إجراء ويبل) أو مجازات (مفاغرة القناة الكبدية بالصائم)، كما يُمكن إجراء المجازات عندما يكون السبب تضيق أو تضرر الأقنية الصفراوية علاجيًا.

### استئصال المرارة
لا تنشأ جميع الحصوات الصفراوية المؤثرة في التهاب الأقنية الصفراوية من المرارة، ولكن يوصى باستئصال المرارة في الأشخاص الذين عولجوا سابقًا من التهاب الأقنية الصفراوية بسبب الحصوات الصفراوية. يتأخر استئصال المرارة عادةً حتى تُشفى جميع الأعراض مع تأكيد خلو قناة الصفراء من الحصوات عبر تصوير البنكرياس والأقنية الصفراوية بالرنين المغناطيسي (MRCP) أو تصوير البنكرياس والأقنية الصفراوية بالتنظير الباطني بالطريق الراجع (ERCP).‏ أولئك الذين لا يخضعون لاستئصال المرارة يكون لديهم خطرٌ متزايدٌ لحدوث ألمٍ صفراوي متكرر ويرقان ونوباتٍ أخرى من التهاب الأقنية الصفراوية، بالإضافة إلى الحاجة لإجراء تصوير البنكرياس والأقنية الصفراوية بالتنظير الباطني بالطريق الراجع أو فغر المرارة، كما يزداد خطر الوفاة بشكلٍ ملحوظ.

## المآل
يكون خطر الوفاة كبيرًا في التهاب الأقنية الصفراوية الحاد، وعادةً ما يحصل بسبب صدمةٍ دورانية مع فشلٍ عضويٍ مُتعدد (واحدٌ من المضاعفات المُحتملة للعدوى الشديدة). أدت التحسينات في أساليب التشخيص والعلاج إلى انخفاض معدل الوفيات، حيث كان أكثر من 50% قبل عام 1980، وأصبح 10-30% بعد عام 1980 (رُبما يرجعُ سبب هذه الاختلافات في معدل الوفيات إلى الاختلافات في التشخيص المبكر وتحسين العلاج الداعم). يُرجح وفاة المرضى الذين تظهر عليهم علاماتُ الفشل العضوي المُتعدد ما لم يخضعوا لتصريفٍ صفراويٍ مُبكر مع علاجٍ بالمضادات الحيوية الجهازية. تُوجد أسبابٌ أخرى للوفاة من التهاب الأقنية الصفراوية الشديد، وتتضمن قصور القلب والالتهاب الرئوي.
تُوجد عوامل خطر تُشير إلى زيادة خطر الوفاة وتتضمن الشيخوخة، والجنس الأنثوي، ووجود تاريخٍ مرضي لتشمع الكبد، والتضيق الصفراوي بسبب سرطان ما، والقصور الكلوي الحاد، ووجود خُراجاتٍ كبدية. قد تحدث مضاعفاتٌ بعد التهاب الأقنية الصفراوية الشديد وتتضمن الفشل الكلوي، والفشل التنفسي (عدم قدرة الجهاز التنفسي على أكسجة الدم و/أو التخلص من ثاني أكسيد الكربون)، واضطراب نظم القلب، وحدوث عدوًى في الجُرح، والتهابٍ رئوي، ونزيفٍ هضمي، ونقص تروية عضلة القلب (نقص تدفق الدم إلى القلب، مما يؤدي إلى حدوث نوباتٍ قلبية).

## الوبائية
يُعاني حوالي 15% من السكان في العالم الغربي من حصواتٍ صفراوية في المرارة، ولكنَّ غالبية الأفراد لا يعلمون ذلك ولا تظهر عليهم أي أعراضٍ. خلال أكثر من عشر سنواتٍ سيُعاني حوالي 15-26% منهم من نوبةِ مغصٍ مراري واحدةٍ أو أكثر (ألمٍ في البطن بسبب مرور الحصوات عبر قناة الصفراء نحو الجهاز الهضمي)، كما أنَّ 2-3% سيصابون بمضاعفات الانسداد والتي تشمل التهاب البنكرياس الحاد والتهاب المرارة والتهاب الأقنية الصفراوية الحاد.
يزدادُ معدل انتشار مرض الحصوات الصفراوية مع التقدم بالعمر ومؤشر كتلة الجسم (مؤشر على السمنة)، ولكن على الرغم من ذلك، إلا أنَّ خطر الحدوث يزداد في الأشخاص الذين يفقدون الوزن بسرعةٍ (مثلًا بعد جراحة فقدان الوزن)؛ بسبب التغييرات في تكوين العصارة الصفراوية مما يجعلها عرضةً لتكوين الحصوات. تُعتبر الحصوات الصفراوية أكثر شيوعًا في النساء عنها في الرجال، كما أنَّ الحمل يزيدُ من خطر حدوثها بشكلٍ كبير.

## التاريخ
يرجعُ الفضل إلى الطبيب الفرنسي جان مارتن شاركوت (كان يعمل في مستشفى سالبترير في باريس) في التقارير الأولى عام 1877 حول التهاب الأقنية الصفراوية وثالوثه. أشار الطبيب جان إلى الحالة بأنها حمًى كبدية (بالفرنسية: fièvre hépatique)‏.‏ اهتم الجراح الأمريكي بنديكت رينولد في هذه الحالة في تقريره عام 1959 مع زميله الدكتور إيفريت دارغان، كما صاغ الخماسية التي تحملُ اسمه. كان التهاب الأقنية الصفراوية يُعالج عمومًا بواسطة الجراحين مع إجراء استكشافٍ لقناة الصفراء واستئصال الحصوات الصفراوية، واستمر ذلك حتى ظهور تصوير البنكرياس والأقنية الصفراوية بالتنظير الباطني بالطريق الراجع (ERCP) عام 1968. يُجرى تصوير البنكرياس والأقنية الصفراوية بالتنظير الباطني بالطريق الراجع عمومًا بواسطة أخصائيي الباطنة أو الجهاز الهضمي. تبين في عام 1992 أنَّ تصوير البنكرياس والأقنية الصفراوية بالتنظير الباطني بالطريق الراجع يُعتبر عمومًا أكثر أمانًا من الإجراء الجراحي في التهاب الأقنية الصفراوية الصاعد.

## هوامش
1. الْتِهابُ الأَقْنِيَةِ الصَّفْراوِيَّةِ الصَّاعِد (بالإنجليزية: Ascending cholangitis)‏ أو التهاب الأقنية الصفراوية الحاد (بالإنجليزية: Acute cholangitis)‏، ويُسمى اختصارًا التهاب الأقنية الصفراوية (بالإنجليزية: Cholangitis)‏
أما التسمية الإنجليزية (Cholangitis) فهي من أصلٍ لاتيني، وتتكون من 3 مقاطعٍ: (-chol) وتعني العصارة الصفراوية، (ang-) وتعني الأقنية أو الأوعية، (itis-) وتعني التهاب.

### باللغة الإنجليزية
1. 1 2 3 4 5 6 7 8 9 10 11  Oddsdóttir M، Hunter JG (2005). "Gallbladder and the extrahepatic biliary system (chapter 31)". Schwartz's Principles of Surgery (ط. Eighth). McGraw-Hill. ص. 1203. ISBN:978-0-07-141090-8.
2. 1 2 3 4 5 6 7 8 9 10 11 12 13 14 15 16 17 18 19 20 21 22 23 24 25 26 27 28 29 30 31  Kinney TP (أبريل 2007). "Management of ascending cholangitis". Gastrointest Endosc Clin N Am. ج. 17 ع. 2: 289–306. DOI:10.1016/j.giec.2007.03.006. PMID:17556149.
3. 1 2 3 4 5 6 7 8 9  Williams EJ، Green J، Beckingham I، Parks R، Martin D، Lombard M (2008). "Guidelines on the management of common bile duct stones". Gut. ج. 57 ع. 7: 1004–1021. DOI:10.1136/gut.2007.121657. PMID:18321943. مؤرشف من الأصل في 2008-10-05.
4. 1 2  Bateson MC (يونيو 1999). "Fortnightly review: gallbladder disease". BMJ. ج. 318 ع. 7200: 1745–8. DOI:10.1136/bmj.318.7200.1745. PMC:1116086. PMID:10381713. مؤرشف من الأصل في 2009-03-06. اطلع عليه بتاريخ 2020-04-03.
5. 1 2 3 4  Charcot JM (2004) [1877]. Leçons sur les maladies du foie, des voies biliaires et des reins faites à la Faculté de médecine de Paris: Recueillies et publiées par Bourneville et Sevestre. Paris: Bureaux du Progrés Médical & Adrien Delahaye. ISBN:978-1-4212-1387-3.
6. 1 2  Reynolds BM، Dargan EL (أغسطس 1959). "Acute obstructive cholangitis; a distinct clinical syndrome". Ann Surg. ج. 150 ع. 2: 299–303. DOI:10.1097/00000658-195908000-00013. PMC:1613362. PMID:13670595.
7. ↑  Lim JH (2011). "Liver flukes: the malady neglected". Korean J Radiol. ج. 12 ع. 3: 269–79. DOI:10.3348/kjr.2011.12.3.269. PMC:3088844. PMID:21603286.
8. 1 2 3 4  Kimura Y، Takada T، Kawarada Y، وآخرون (2007). "Definitions, pathophysiology, and epidemiology of acute cholangitis and cholecystitis: Tokyo Guidelines". J Hepatobiliary Pancreat Surg. ج. 14 ع. 1: 15–26. DOI:10.1007/s00534-006-1152-y. PMC:2784509. PMID:17252293.
9. ↑  Brand، M؛ Bizos، D؛ O'Farrell P، Jr (6 أكتوبر 2010). "Antibiotic prophylaxis for patients undergoing elective endoscopic retrograde cholangiopancreatography". The Cochrane Database of Systematic Reviews ع. 10: CD007345. DOI:10.1002/14651858.CD007345.pub2. PMID:20927758.
10. ↑  Dooley JS (1999). Oxford textbook of clinical hepatology. Oxford University Press. ص. 1650. ISBN:978-0-19-262515-1.
11. ↑  Huang T، Bass JA، Williams RD (مايو 1969). "The significance of biliary pressure in cholangitis". Arch Surg. ج. 98 ع. 5: 629–632. DOI:10.1001/archsurg.1969.01340110121014. PMID:4888283.
12. ↑  Sung JY، Costerton JW، Shaffer EA (مايو 1992). "Defense system in the biliary tract against bacterial infection". Dig Dis Sci. ج. 37 ع. 5: 689–96. DOI:10.1007/BF01296423. PMID:1563308.
13. 1 2 3  Nezam، Afdhal (2019). "Acute cholangitis: Clinical manifestations, diagnosis, and management". آب تو ديت. UpToDate. مؤرشف من الأصل في 2020-05-02. اطلع عليه بتاريخ 2022-10-09.{{استشهاد بدورية محكمة}}:  صيانة الاستشهاد: BOT: original URL status unknown (link)
14. ↑  Sung JJ، Lyon DJ، Suen R، Chung SC، Co AL، Cheng AF، Leung JW، Li AK (يونيو 1995). "Intravenous ciprofloxacin as treatment for patients with acute suppurative cholangitis: a randomized, controlled clinical trial". J Antimicrob Chemother. ج. 35 ع. 6: 855–864. DOI:10.1093/jac/35.6.855. PMID:7559196.
15. ↑  Chetana Vaishnavi (2013). Infections of the Gastrointestinal System. JP Medical Ltd. ص. 511. ISBN:9789350903520. مؤرشف من الأصل في 2020-04-12.
16. 1 2  Varghese JC، Liddell RP، Farrell MA، Murray FE، Osborne DH، Lee MJ (يناير 2000). "Diagnostic accuracy of magnetic resonance cholangiopancreatography and ultrasound compared with direct cholangiography in the detection of choledocholithiasis". Clin Radiol. ج. 55 ع. 1: 25–35. DOI:10.1053/crad.1999.0319. PMID:10650107.
17. ↑  Barnett، J (1992-11). "Cholangitis and endoscopic drainage Lai ECS, Mok FPT, Tan ESY, Lo C-M, Fan S-T, You K-T, Wong J. Endoscopic biliary drainage for severe acute cholangitis. N Engl J Med 1992;326:1582–1586". Hepatology. ج. 16 ع. 5: 1302–1303. DOI:10.1016/0270-9139(92)90028-8. ISSN:0270-9139. مؤرشف من الأصل في 6 مايو 2020. {{استشهاد بدورية محكمة}}: تحقق من التاريخ في: |تاريخ= (مساعدة)
18. ↑  Heo JH، Kang DH، Jung HJ، وآخرون (أكتوبر 2007). "Endoscopic sphincterotomy plus large-balloon dilation versus endoscopic sphincterotomy for removal of bile-duct stones". Gastrointest Endosc. ج. 66 ع. 4: 720–6, quiz 768, 771. DOI:10.1016/j.gie.2007.02.033. PMID:17905013.
19. ↑  Caddy GR، Tham TC (2006). "Gallstone disease: Symptoms, diagnosis and endoscopic management of common bile duct stones". Best Pract Res Clin Gastroenterol. ج. 20 ع. 6: 1085–101. DOI:10.1016/j.bpg.2006.03.002. PMID:17127190.
20. ↑  Hochberger J، Tex S، Maiss J، Hahn EG (أكتوبر 2003). "Management of difficult common bile duct stones". Gastrointest Endosc Clin N Am. ج. 13 ع. 4: 623–34. DOI:10.1016/S1052-5157(03)00102-8. PMID:14986790.
21. ↑  Arya N، Nelles SE، Haber GB، Kim YI، Kortan PK (ديسمبر 2004). "Electrohydraulic lithotripsy in 111 patients: a safe and effective therapy for difficult bile duct stones". Am J Gastroenterol. ج. 99 ع. 12: 2330–4. DOI:10.1111/j.1572-0241.2004.40251.x (غير نشط 15 مارس 2020). PMID:15571578.{{استشهاد بدورية محكمة}}:  صيانة الاستشهاد: وصلة دوي غير نشطة منذ 2020 (link)
22. ↑  Karaliotas C، Sgourakis G، Goumas C، Papaioannou N، Lilis C، Leandros E (ديسمبر 2007). "Laparoscopic common bile duct exploration after failed endoscopic stone extraction". Surg Endosc. ج. 22 ع. 8: 1826–31. DOI:10.1007/s00464-007-9708-8. PMID:18071799.
23. 1 2  García-García، Lorenzo؛ Lanciego، Carlos (1 مارس 2004). "Percutaneous Treatment of Biliary Stones: Sphincteroplasty and Occlusion Balloon for the Clearance of Bile Duct Calculi". American Journal of Roentgenology. ج. 182 ع. 3: 663–670. DOI:10.2214/ajr.182.3.1820663. ISSN:0361-803X. PMID:14975967.
24. ↑  Chetana (31 Mar 2013). Infections of the Gastrointestinal System (بالإنجليزية). JP Medical Ltd. ISBN:978-93-5090-352-0. Archived from the original on 2020-05-02.
25. ↑  McAlister VC، Davenport E، Renouf E (2007). McAlister V (المحرر). "Cholecystectomy deferral in patients with endoscopic sphincterotomy". Cochrane Database Syst Rev ع. 4: CD006233. DOI:10.1002/14651858.CD006233.pub2. PMID:17943900. مؤرشف من الأصل في 2012-07-16.
26. 1 2  Lai EC، Tam PC، Paterson IA، Ng MM، Fan ST، Choi TK، Wong J (يناير 1990). "Emergency surgery for severe acute cholangitis. The high-risk patients". Ann Surg. ج. 211 ع. 1: 55–9. DOI:10.1097/00000658-199001000-00009. PMC:1357893. PMID:2294844.
27. ↑  Gigot JF، Leese T، Coutinho J، Castaing D، Bismuth H (أبريل 1989). "Acute cholangitis. Multivariate analysis of risk factors". Ann Surg. ج. 209 ع. 4: 435–8. DOI:10.1097/00000658-198904000-00008. PMC:1493983. PMID:2930289.
28. ↑  McCune WS، Shorb PE، Moscovitz H (مايو 1968). "Endoscopic cannulation of the ampulla of vater: a preliminary report". Ann Surg. ج. 167 ع. 5: 752–6. DOI:10.1097/00000658-196805000-00013. PMC:1387128. PMID:5646296.
29. ↑  Lai EC، Mok FP، Tan ES، وآخرون (يونيو 1992). "Endoscopic biliary drainage for severe acute cholangitis". N Engl J Med. ج. 326 ع. 24: 1582–6. DOI:10.1056/NEJM199206113262401. hdl:10722/45379. PMID:1584258.

### باللغة العربيَّة
1. ↑  "ترجمة (Ascending cholangitis) في المعجم الطبي الموحد". مكتبة لبنان ناشرون. مؤرشف من الأصل في 2020-07-05. اطلع عليه بتاريخ 2020-04-04. "نسخة مؤرشفة". مؤرشف من الأصل في 2020-04-12. اطلع عليه بتاريخ 2020-04-12.{{استشهاد ويب}}:  صيانة الاستشهاد: BOT: original URL status unknown (link)
2. ↑  Dictionary of Pharmacy (En/Ar)/ascending cholangitis "ترجمة (Ascending cholangitis) في المعجم الصيدلي الموحد". مكتبة لبنان ناشرون. مؤرشف من الأصل في 2020-05-31. اطلع عليه بتاريخ 2020-04-04. {{استشهاد ويب}}: تحقق من قيمة |مسار أرشيف= (مساعدة) "نسخة مؤرشفة". مؤرشف من الأصل في 2020-04-12. اطلع عليه بتاريخ 2020-04-12.{{استشهاد ويب}}:  صيانة الاستشهاد: BOT: original URL status unknown (link)
3. ↑  "ترجمة (Ascending cholangitis) في موقع القاموس". موقع القاموس. مؤرشف من الأصل في 2020-04-20. اطلع عليه بتاريخ 2020-04-04.
4. ↑  يُوسف حِتّي؛ أحمَد شفيق الخَطيب (2008). قامُوس حِتّي الطِبي للجَيب. بيروت، لبنان: مكتبة لبنان ناشرون. ص. 85. ISBN:995310235X. {{استشهاد بكتاب}}: الوسيط |تاريخ الوصول بحاجة لـ |مسار= (مساعدة)
5. ↑  "ترجمة (Cholangitis) في موقع القاموس". موقع القاموس. مؤرشف من الأصل في 2020-04-20. اطلع عليه بتاريخ 2020-04-04.
6. ↑  Unified Medical Dictionary (En/Fr/Ar)/cholangitis "ترجمة (Cholangitis) في المعجم الطبي الموحد". مكتبة لبنان ناشرون. مؤرشف من الأصل في 2020-07-05. اطلع عليه بتاريخ 2020-04-04. {{استشهاد ويب}}: تحقق من قيمة |مسار أرشيف= (مساعدة) "نسخة مؤرشفة". مؤرشف من الأصل في 2020-04-12. اطلع عليه بتاريخ 2020-04-12.{{استشهاد ويب}}:  صيانة الاستشهاد: BOT: original URL status unknown (link)